# Route du Sud 2012
La Route du Sud 2012, trentaseiesima edizione della corsa, si svolse dal 14 al 17 giugno su un percorso di 734 km ripartiti in 4 tappe, con partenza da Lacaune e arrivo a Saint-Gaudens. Fu vinta dal colombiano Nairo Quintana della Movistar Team davanti al francese Hubert Dupont e al francese Anthony Charteau.

## Tappe
| Tappa  | Data      | Percorso                          | km    | Vincitore di tappa | Leader cl. generale |
| ------ | --------- | --------------------------------- | ----- | ------------------ | ------------------- |
| 1ª     | 14 giugno | Lacaune > Albi                    | 188,4 | Stéphane Poulhiès  | Stéphane Poulhiès   |
| 2ª     | 15 giugno | Castres > Saint-Michel            | 201   | Arnaud Démare      | Arnaud Démare       |
| 3ª     | 16 giugno | Trie-sur-Baïse > Arras-en-Lavedan | 204,6 | Nairo Quintana     | Nairo Quintana      |
| 4ª     | 17 giugno | Saint-Gaudens > Saint-Gaudens     | 139,5 | Manuel Belletti    | Nairo Quintana      |
| Totale | Totale    | Totale                            | 734   |                    |                     |

## Dettagli delle tappe

### 1ª tappa
- 14 giugno: Lacaune > Albi – 188,4 km

| Pos. | Corridore         | Squadra      | Tempo    |
| ---- | ----------------- | ------------ | -------- |
| 1    | Stéphane Poulhiès | Saur-Sojasun | 4h15'55" |
| 2    | Arnaud Démare     | FDJ          | s.t.     |
| 3    | Manuel Belletti   | AG2R         | s.t.     |

| Pos. | Corridore         | Squadra      | Tempo    |
| ---- | ----------------- | ------------ | -------- |
| 1    | Stéphane Poulhiès | Saur-Sojasun | 4h15'45" |
| 2    | Arnaud Démare     | FDJ          | a 4"     |
| 3    | Manuel Belletti   | AG2R         | a 6"     |

### 2ª tappa
- 15 giugno: Castres > Saint-Michel – 201 km

| Pos. | Corridore        | Squadra     | Tempo    |
| ---- | ---------------- | ----------- | -------- |
| 1    | Arnaud Démare    | FDJ         | 4h44'50" |
| 2    | Steven Caethoven | Accent Jobs | s.t.     |
| 3    | Manuel Belletti  | AG2R        | s.t.     |

| Pos. | Corridore         | Squadra      | Tempo    |
| ---- | ----------------- | ------------ | -------- |
| 1    | Arnaud Démare     | FDJ          | 9h00'29" |
| 2    | Stéphane Poulhiès | Saur-Sojasun | a 6"     |
| 3    | Manuel Belletti   | AG2R         | a 8"     |

### 3ª tappa
- 16 giugno: Trie-sur-Baïse > Arras-en-Lavedan – 204,6 km

| Pos. | Corridore        | Squadra  | Tempo    |
| ---- | ---------------- | -------- | -------- |
| 1    | Nairo Quintana   | Movistar | 6h07'46" |
| 2    | Hubert Dupont    | AG2R     | a 1'11"  |
| 3    | Anthony Charteau | Europcar | a 3'49"  |

| Pos. | Corridore        | Squadra  | Tempo     |
| ---- | ---------------- | -------- | --------- |
| 1    | Nairo Quintana   | Movistar | 15h08'45" |
| 2    | Hubert Dupont    | AG2R     | a 53"     |
| 3    | Anthony Charteau | Europcar | a 3'55"   |

### 4ª tappa
- 17 giugno: Saint-Gaudens > Saint-Gaudens – 139,5 km

| Pos. | Corridore         | Squadra      | Tempo    |
| ---- | ----------------- | ------------ | -------- |
| 1    | Manuel Belletti   | AG2R         | 3h09'31" |
| 2    | Stéphane Poulhiès | Saur-Sojasun | s.t.     |
| 3    | Juan José Lobato  | Andalucia    | s.t.     |

| Pos. | Corridore        | Squadra  | Tempo     |
| ---- | ---------------- | -------- | --------- |
| 1    | Nairo Quintana   | Movistar | 18h18'28" |
| 2    | Hubert Dupont    | AG2R     | a 48"     |
| 3    | Anthony Charteau | Europcar | a 3'55"   |

## Classifiche finali

### Classifica generale
| Pos. | Corridore          | Squadra            | Tempo     |
| ---- | ------------------ | ------------------ | --------- |
| 1    | Nairo Quintana     | Movistar           | 18h18'28" |
| 2    | Hubert Dupont      | Ag2r-La Mondiale   | a 48"     |
| 3    | Anthony Charteau   | Team Europcar      | a 3'55"   |
| 4    | Kenny Elissonde    | FDJ                | a 5'38"   |
| 5    | Mathieu Perget     | Ag2r-La Mondiale   | a 6'38"   |
| 6    | Yannick Talabardon | Saur-Sojasun       | a 6'51"   |
| 7    | Sergio Pardilla    | Movistar           | a 7'30"   |
| 8    | Riccardo Chiarini  | Androni Giocattoli | a 8'22"   |
| 9    | Adrián Palomares   | Andalucia          | a 9'13"   |
| 10   | Mikhail Antonov    | Lokosphinx         | a 12'12"  |